# 豊嶋三千春
豊嶋 三千春（てしま みちはる、1939年〈昭和14年〉9月15日 - ）は、シテ方金剛流能楽師。京都市在住。
豊嶋弥左衛門（人間国宝）の長男として京都に生まれる。洛星中学校・高等学校、同志社大学卒業。父に師事。1945年（昭和20年）5歳で『三井寺』の子方で初舞台。宗家金剛巌に師事。1975年（昭和49年）文化庁芸術祭優秀賞受賞。1981年（昭和56年）重要無形文化財「能楽」保持者に認定（総合認定）。1995年（平成7年）第14回京都府文化賞功労賞受賞。2006年（平成18年）文化庁芸術祭大賞（個人）受賞。2015年京都市文化功労者表彰。2018年旭日双光章受章。2019年豊嶋家の家名である彌左衞門を襲名。
同志社大学、京都大学、椙山女学園大学などに能楽部金剛会を設立・指導。異父兄弟に豊嶋訓三。